# С. Т. О. П. Папи
С. Т. О. П. Папи (енгл. T.U.F.F. Puppy) америчка је анимирана телевизијска серија створена од стране Буча Хартмана за Nickelodeon. Премијерно је приказана 2. октобра 2010. на Nickelodeon-у, заједно са серијом Планета Шин, чија се премијера емитовала пола сата раније. С. Т. О. П. Папи је трећа Nickelodeon-ова анимирана серија чији је творац Хартман, након серија Чудновили родитељи и Дени Фантом. Серија је отказана након три сезоне, а последња епизода је емитована 4. априла 2015. године. Прве две сезоне садрже свака по 26 епизода, а трећа 8 — целокупна серија је приказана у 60 епизода.

## Епизоде
| Сезона | Сезона | Епизоде | Епизоде           | Оригинално емитовање | Оригинално емитовање |
| Сезона | Сезона | Епизоде | Епизоде           | Премијера            | Финале               |
| ------ | ------ | ------- | ----------------- | -------------------- | -------------------- |
|        | 1.     | 26      | 26                | 2. октобар 2010.     | 13. мај 2012.        |
|        | 2.     | 26      | 9                 | 27. мај 2012.        | 9. август 2013.      |
| 17     | 2.     | 26      | 20. октобар 2013. | 17. мај 2014.        |                      |
|        | 3.     | 8       | 8                 | 26. јул 2014.        | 4. април 2015.       |

## Улоге
| Име лика     | Оригинални глас | Српски глас        |
| ------------ | --------------- | ------------------ |
| Дадли Папи   | Џери Трејнор    | Милош Лазић        |
| Кити Кетсвел | Греј Делајл     | Ива Кевра          |
| Кезвик       | Џеф Бенет       | Предраг Дамњановић |
| Шеф          | Даран Норис     | Александар Бећић   |